# فرودگاه نیو لیسبون
 فرودگاه نیو لیسبون (به انگلیسی: New Lisbon Airport) (به زبان بومی: Novo Aeroporto de Lisboa – Alcochete) یک فرودگاه است . این فرودگاه در شهر لیسبون کشور پرتغال قرار دارد و در ارتفاع ۵۰-۵۵ متری از سطح دریا واقع شده است.